# Bjarne Christensen
Bjarne Christensen (født 25. juli 1948 i København) er en dansk jurist og forhenværende præsident for Vestre Landsret. Han var den yngste retspræsident i Viborg nogensinde, da han som 45-årig modtog hvervet i 1994, og da han 22 år senere takkede af, var han den landsretspræsident, der havde siddet længst i stillingen.

## Karriere
Bjarne Christensen blev født i København i 1948 som søn af kok Poul Christensen og hans kone Grete Brabandt, født Andersen. Han voksede op på Lolland i og omkring Maribo, hvor hans forældre først drev hotel og siden en virksomhed med diner transportable. Han blev student fra Maribo Gymnasium i 1967, og efter små to års værnepligt i Holbæk læste han fra 1969 jura og blev cand.jur. fra Københavns Universitet i 1974. Herefter havde han en juridisk karriere, hvor han var ansat som sekretær i Justitsministeriet, politifuldmægtig, dommerfuldmægtig, medhjælper hos Statsadvokaten for Sjælland og fængselsinspektør 1985-1987, indtil han blev landsdommer i Vestre Landsret i 1987. I 1994 blev han præsident for retten. Med sine 45 år var han den hidtil yngste præsident for Vestre Landsret, og da han takkede af i 2016, var han blevet den landsretspræsident, der havde siddet længst i stillingen.
Christensen har desuden været formand for Retsplejerådet, har siddet i Straffelovrådet og var med i den strukturkommission, der tegnede geografien for domstolsreformen, der trådte i kraft i 2007.

## Privatliv
Bjarne Christensen blev gift med kontorfuldmægtig Hanne Brok. De fik to døtre, der er henholdsvis civilingeniør og jurist.

## Andet
Christensen er optaget i Kraks Blå Bog.